# 19783 Антоніроманя
19783 Антоніроманя (2000 QF71, 1990 VH14, 1990 WM13, 19783 Antoniromanya) — астероїд головного поясу, відкритий 27 серпня 2000 року.
Тіссеранів параметр щодо Юпітера — 3,214.